# Charisoma
Charisoma is een geslacht van rechtvleugeligen uit de familie sabelsprinkhanen (Tettigoniidae). De wetenschappelijke naam van dit geslacht is voor het eerst geldig gepubliceerd in 1903 door Bolívar.

## Soorten
Het geslacht Charisoma  is monotypisch en omvat slechts de volgende soort:
- Charisoma karschi (Bolívar, 1903)